# W-League 2019/20
Die W-League 2019/20 war die zwölfte Spielzeit der australischen Fußballliga der Frauen gewesen. Titelverteidiger war Sydney FC. Die Saison begann am 14. November 2019 und endete am 21. März mit den Meisterschaftsfinale. 

## Teilnehmer und ihre Spielorte
| Team                     | Stadt     | Trainer           | Heimstadion                   | Kapazität |
| ------------------------ | --------- | ----------------- | ----------------------------- | --------- |
| Adelaide United          | Adelaide  | Ivan Karlović     | Marden Sports Complex         | 6.000     |
| Brisbane Roar            | Brisbane  | Jake Goodship     | Suncorp Stadium               | 52.500    |
| Canberra United FC       | Canberra  | Heather Garriock  | McKellar Park                 | 3.500     |
| Melbourne City FC        | Melbourne | Rado Vidošić      | Melbourne Rectangular Stadium | 30.050    |
| Melbourne Victory        | Melbourne | Jeff Hopkins      | Melbourne Rectangular Stadium | 30.050    |
| Newcastle United Jets    | Newcastle | Ashley Wilson     | McDonald Jones Stadium        | 33.000    |
| Perth Glory              | Perth     | Bobby Despotovski | Dorrien Gardens               | 4.000     |
| Sydney FC                | Sydney    | Ante Juric        | Allianz Stadium               | 45.500    |
| Western Sydney Wanderers | Sydney    | Dean Heffernan    | Marconi Stadium               | 9.000     |

## Reguläre Saison
| Pl. | Verein                   | Sp. | S  | U | N | Tore    | Diff. | Punkte |
| --- | ------------------------ | --- | -- | - | - | ------- | ----- | ------ |
| 1.  | Melbourne City FC        | 12  | 11 | 1 | 0 | 027:400 | +23   | 34     |
| 2.  | Melbourne Victory        | 12  | 7  | 2 | 3 | 024:140 | +10   | 23     |
| 3.  | Sydney FC (M)            | 12  | 7  | 1 | 4 | 021:130 | +8    | 22     |
| 4.  | Western Sydney Wanderers | 12  | 7  | 1 | 4 | 024:200 | +4    | 22     |
| 5.  | Brisbane Roar            | 12  | 5  | 2 | 5 | 022:190 | +3    | 17     |
| 6.  | Canberra United FC       | 12  | 4  | 1 | 7 | 013:290 | −16   | 13     |
| 7.  | Perth Glory              | 12  | 3  | 2 | 7 | 019:240 | −5    | 11     |
| 8.  | Adelaide United          | 12  | 2  | 1 | 9 | 012:240 | −12   | 07     |
| 9.  | Newcastle United Jets    | 12  | 2  | 1 | 9 | 012:270 | −15   | 07     |

| (M) | Amtierender Meister: Sydney FC |

## Meisterschaftsturnier
Im Meisterschaftsturnier spielen die besten Vier Teams gegeneinander. Die Gewinner des Halbfinales qualifizieren sich für das Finale.

### Halbfinale
|                   | Ergebnis |                          |
| ----------------- | -------- | ------------------------ |
| Melbourne Victory | 0:1      | Sydney FC                |
| Melbourne City FC | 5:1      | Western Sydney Wanderers |

### Finale
|                   | Ergebnis |           |
| ----------------- | -------- | --------- |
| Melbourne City FC | 1:0      | Sydney FC |

## Statistik

### Torschützenliste
Bei gleicher Anzahl von Treffern sind die Spieler alphabetisch geordnet.
| Platz | Spieler          | Mannschaft               | Tore |
| ----- | ---------------- | ------------------------ | ---- |
| 01    | Morgan Andrews   | Perth Glory              | 7    |
|       | Natasha Dowie    | Melbourne Victory        | 7    |
|       | Kristen Hamilton | Western Sydney Wanderers | 7    |
|       | Remy Siemsen     | Sydney FC                | 7    |
| 05    | Emily van Egmond | Melbourne City           | 6    |